# Walter Habersatter
Walter Habersatter (* 14. März 1930 in Radstadt; † 30. Mai 2018 ebenda) war ein österreichischer Skispringer und Skisprungtrainer. Sein größter Erfolg war der 2. Platz bei der Vierschanzentournee 1958/59.

## Werdegang
Walter Habersatter erlernte nach dem Besuch der Volks- und Hauptschule in Radstadt den Beruf des Konditors. Nebenbei betrieb er Skisport, zunächst im alpinen Bereich.  1947 wurde er dabei 2. der Österreichischen Jugendmeisterschaft. Da sich größere Erfolge aber nicht einstellten, wandte er sich nach dem Ende seiner Lehrzeit zunächst einer Betätigung als Ski- und Bergführer für amerikanische Soldaten der Kaserne in Saalfelden zu. Dabei kam er auch erstmals mit Sprungskiern in Berührung, die er unter anderem auf der Radstadter Felserschanze ausprobierte. Nach einiger Zeit wurde der Skisprungnationaltrainer, Altmeister Sepp Bradl, auf ihn aufmerksam und berief ihn in den ÖSV-Nationalkader. In der Saison 1954/55 wurde Habersatter erstmals für die Vierschanzentournee nominiert. Sein erster größerer Erfolg gelang ihm ebenfalls in dieser Saison. Für den SK Radstadt startend, wurde er auf der Lichtensteinschanze in Semmering vor 50.000 Zuschauern im Winter 1955 Österreichischer Meister. Dabei verwies er seinen Nationaltrainer Bradl mit 2,3 Punkten Vorsprung auf den zweiten Platz. Diesem Meistertitel ließ er später noch vier Vizemeistertitel folgen. 1956 gewann Habersatter den Kongsbergcup und wurde zudem für die Olympischen Winterspiele in Cortina d’Ampezzo nominiert. Dabei belegte er im Springen von der Normalschanze den 15. Platz. Beim Skifliegen bei der Flugwoche am Kulm wurde er am 9. März Vierter und in der Gesamtwertung Fünfter. 1957 machte Habersatter auch erstmals bei der Vierschanzentournee mit einem 9. Platz in Bischofshofen auf sich aufmerksam. Anschließend gewann er die Schweizer Springertournee, bei der er drei von vier Springen für sich entschied. In der Folgesaison 1957/58 kam er jeweils auf den dritten Platz in Oberstdorf und Innsbruck. Am Ende belegte er Platz 9 in der Tourneegesamtwertung. Auf Grund dieser Leistungen wurde Habersatter anschließend für die Nordische Ski-WM in Lahti nominiert, wo er allerdings nur einen für ihn enttäuschenden 31. Platz belegte. Besser sollte es 1959 laufen. Walter Habersatter kam durch seinen Tagessieg in Bischofshofen noch auf den zweiten Platz der Gesamtwertung der Vierschanzentournee 1958/59. Damit war er der zweite Österreicher, dem ein Podiumsplatz in der Tourneegesamtwertung gelang. Ein Sieg bei der Schweden-Tournee und jeweils dritte Plätze bei der Russland- und Norwegentournee rundeten diese für ihn beste Saison ab. Außerdem wurde Habersatter zum "Weltbesten Springer" des Jahres gewählt. Die olympische Saison 1959/60 verlief hingegen völlig gegensätzlich. Bei der Vierschanzentournee trat Habersatter nur in Garmisch an, wo er sich auch verletzte und in Squaw Valley sprangen andere Österreicher um die Medaillen. Zwar gehörte Habersatter zum Olympiakader und fuhr auch mit zu den Spielen, dort blieb er aber Ersatzmann. Auch in den nächsten Jahren konnte er nur noch sporadisch auf sich aufmerksam machen. In der Saison 61/62 gelang Habersatter noch ein dritter Platz in Innsbruck und ein sechster Platz in der Gesamtwertung der Vierschanzentournee. Diese Leistung wurde mit der Nominierung des 31-jährigen für die Nordische Ski-WM im polnischen Zakopane belohnt. Vor Ort erfolgte allerdings die Ernüchterung. Für das Springen auf der Normalschanze wurde Habersatter gar nicht berücksichtigt, auf der Großschanze belegte er den 44. Platz. Bei den nächsten 2 Vierschanzentourneen wurde er nur noch für einzelne Springen nominiert. Dennoch wurde Habersatter für die Olympischen Winterspiele 1964 in seinem Heimatland nochmals nominiert. Letztendlich blieb es aber nur  bei einem Einsatz als Vorspringer. Nach 10 Jahren Hochleistungssport trat der mittlerweile 34-Jährige noch im selben Jahr zurück. Kurz darauf übernahm er Anfang Januar 1966 als Trainer das Nationalteam der ÖSV-Skispringer, für welches er bis zur Nordischen Ski-WM 1966 in Oslo verantwortlich war. Danach kehrte Walter Habersatter in seine Heimatstadt Radstadt zurück, wo er dem Sport in vielfacher Weise verbunden blieb. Er machte sich vor allem um die Entwicklung des Skitourismus um Radstadt herum verdient. So war er unter anderem Mitbegründer der Salzburger Sportwelt amadé, einem Verbund von Seilbahngesellschaften, und 15 Jahre lang deren Präsident.
Walter Habersatter ist Vater von fünf Kindern, darunter auch Walter Habersatter junior. Dieser war mit der Silbermedaillengewinnerin im Abfahrtslauf in Innsbruck 1976, Brigitte Totschnig, verheiratet. Habersatters ehemaliges Wohnhaus ist heute als Gasthof Habersatter bekannt. Walter Habersatter verstarb am 30. Mai 2018 und wurde am 5. Juni auf dem Friedhof in Radstadt bestattet.

## Erfolge

### Vierschanzentournee-Platzierungen
| Saison  | Platz | Punkte |
| ------- | ----- | ------ |
| 1954/55 | 025.  | 351,5  |
| 1955/56 | 025.  | 400,0  |
| 1956/57 | 013.  | 782,3  |
| 1957/58 | 009.  | 831,3  |
| 1958/59 | 002.  | 860,8  |
| 1959/60 | 036.  | 417,7  |
| 1960/61 | 048.  | 604,0  |
| 1961/62 | 006.  | 833,4  |
| 1962/63 | 058.  | 353,0  |
| 1963/64 | 043.  | 699,1  |

### Schanzenrekorde
| Ort           | Land       | Weite              | aufgestellt am | Rekord bis     |
| ------------- | ---------- | ------------------ | -------------- | -------------- |
| Bischofshofen | Österreich | 94,0 m (HS: 140 m) | 6. Jänner 1959 | 6. Jänner 1960 |